# Basketbol'nij klub Azovmaš Mariupol'
Il B.K. Azovmaš Mariupol' è una società cestistica, avente sede a Mariupol', in Ucraina. Fondata nel 1990, giocava nel campionato ucraino fino all'inizio dell'invasione russa dell'Ucraina e l'occupazione della città nella primavera 2022.
L'azienda industriale metalmeccanica Azovmaš di Mariupol' era lo sponsor e proprietario della società.
Disputava le partite interne nella Azovmaš Arena, che ha una capacità di 3.000 spettatori.

## Palmarès
- Campionato ucraino: 7

2002-03, 2003-04, 2005-06, 2006-07, 2007-08, 2008-09, 2009-10
- Coppa d'Ucraina: 5

2002, 2003, 2006, 2008, 2009